# Добо-Йонхор
Добо-Йонхор (рос. Добо-Ёнхор) — улус Заіграєвського району, Бурятії Росії. Входить до складу Сільського поселення Ацагатське.
Населення — 122 особи (2015 рік).